# 晴れ ときどき 超ときめき♡宣伝部
晴れ ときどき 超ときめき♡宣伝部（はれ ときどき ちょうときめきせんでんぶ）は、アール・エフ・ラジオ日本で放送されているラジオ番組である。

## パーソナリティ
超ときめき♡宣伝部（辻野かなみ、杏ジュリア、坂井仁香、小泉遥香、菅田愛貴、吉川ひより）に所属するメンバー（かつては当時所属していた藤本ばんび、小高サラも出演経験あり）が交代で務める。
- ラジオ日本の番組「60TRY部」にもメンバーが出演することがある。

## 放送時間
- 2017年4月7日～2019年3月29日 毎週金曜日22:00 - 22:30 ※ラジオ日本NEXT枠[1]
- 2019年4月5日～2022年3月25日 毎週金曜日23:00 - 23:30 ※ラジオ日本NEXT枠
- 2022年4月3日～現在 毎週日曜日深夜1:00 - 1:30

## テーマ曲
| 期間                         | オープニング                   | エンディング                      |
| ---------------------------- | ------------------------------ | --------------------------------- |
| 2017年4月7日-4月28日         | (情報源がなく不明)             | いざ、大和撫子                    |
| 2017年5月5日                 | (情報源がなく不明)             | 季節外れのときめき♡サマー         |
| 2017年5月12日-9月29日        | どどどどどりーまー             | びりーぶ                          |
| 2017年10月6日-11月3日        | DEADHEAT                       | びりーぶ                          |
| 2017年11月10日-2018年3月30日 | DEADHEAT                       | 初恋サイクリング                  |
| 2018年4月6日-2019年3月29日   | すきっ！                       | あいにきちゃった                  |
| 2019年4月5日-9月27日         | ときめき♡宣伝部のVICTORY STORY | 青春ハートシェイカー              |
| 2019年10月4日-12月27日       | 恋のシェイプアップ♡            | 妄想プールデート                  |
| 2020年1月3日-7月31日         | 恋のシェイプアップ♡            | Ei-Ei-Oh!                         |
| 2020年8月7日-12月25日        | トゥモロー最強説！！           | いちず色のベンチ                  |
| 2021年1月1日-10月1日         | トゥモロー最強説！！           | SHIBUYA TSUTAYA前で待ち合わせね！ |
| 2021年10月8日-2022年6月25日  | すきっ！〜超ver〜              | ジャンケンポン                    |
| 2022年7月2日-2023年10月28日  | すきっ！〜超ver〜              | Dear friend                       |
| 2023年11月4日-               | すきっ！〜超ver〜              | きみと青春                        |

## 概要
2017年4月7日、「晴れ ときどき ときめき♡宣伝部」放送開始。
2018年11月24日、品川・オーバルガーデンにて初の公開収録を行った。
2020年3月にYouTubeの「とき宣ロックオンちゃんねる」で収録風景が公開された。
2020年4月からは「超ときめき♡宣伝部」への改名に伴い番組名を「晴れ ときどき 超ときめき♡宣伝部」へと変更した。

## コーナー
- （かなみんの）ガンバをお届け！
- ドッキュン・レポート！
- これやってみ！

- かなみんの「まめまめ豆知識！」
- ジュリアの「おしゃべリーナ」
- ひとかの「おしゃれマニア」
- 小泉書店
- ひよりんグルメ食堂！
- 愛貴メイト
- 愛貴ミッション